# Víctor Arroyo Cuyubamba
Víctor Javier Arroyo Cuyubamba (Lima, 3 de diciembre de 1946 - ibídem, 11 de agosto del 2022) fue un sociólogo, pastor evangélico y político peruano. Fue senador de la república desde julio de 1990 hasta su disolución en abril de 1992.

## Biografía
Nació en la ciudad de Lima, el 3 de diciembre de 1946.
Estudió la carrera de sociología y luego se convirtió en pastor evangélico. Integró el Concilio Nacional Evangélico del Perú (CONEP), donde ejerció como director ejecutivo.

## Labor política

### Senador
Para las elecciones generales de 1990, Arroyo junto a varios miembros evangélicos decidieron integrar el recién creado Cambio 90 con el fin de apoyar la candidatura de Alberto Fujimori a la presidencia de la República. Arroyo postuló al Senado con el número 4 de la lista y resultó elegido, con 23,200 votos, para el periodo parlamentario 1990-1995.
En el senado se desempeñó como primer secretario de la Mesa Directiva presidida por Máximo San Román y fue integrante de una Comisión investigadora del crimen de Barrios Altos, la que se instaló el 27 de noviembre de 1991.
El 5 de abril de 1992, su cargo fue disuelto debido al golpe de Estado decretado por Alberto Fujimori. Desde entonces, Arroyo se convirtió en un fuerte oposito al régimen dictatorial de Fujimori y apoyó la presidencia de Máximo San Román y de Carlos García y García.
Ante la llegada de las elecciones para el Congreso Constituyente Democrático en 1992, Arroyo postuló como miembro del Partido Solidaridad y Democracia donde no resultó elegido. Se integró luego al partido Unión por el Perú y postuló al Congreso de la República en las elecciones de 1995 y en las elecciones del año 2000.
Fue integrante de la Comisión de Gracias Presidenciales durante el gobierno de Ollanta Humala hasta el gobierno de Pedro Pablo Kuczynski, donde fue retirado en 2017 debido al ya anunciado indulto al condenado Alberto Fujimori pese a varios cuestionamientos.

## Fallecimiento
El 11 de octubre del 2022, Víctor Arroyo falleció a los 75 años de edad.